# Governador-geral de Antígua e Barbuda
O cargo de governador-geral de Antígua e Barbuda é ocupado pelo representante do monarca de Antígua e Barbuda, ao qual cabe exercer o poder executivo supremo na Comunidade das Nações. Atualmente, o monarca de Antígua e Barbuda é o Rei Charles sendo que o atual governador-geral é Rodney Williams.

## Lista de governadores-gerais
A seguir a lista dos governadores-gerais desde a independência de Antígua e Barbuda em 1981.
| N.                                             | Retrato                   | Nome (Nas.–Morte)               | Mandado               | Mandado              | Mandado           | Monarca (Reinado)        |
| N.                                             | Retrato                   | Nome (Nas.–Morte)               | Início                | Fim                  | Tempo de serviço  | Monarca (Reinado)        |
| ---------------------------------------------- | ------------------------- | ------------------------------- | --------------------- | -------------------- | ----------------- | ------------------------ |
| 1                                              |                           | Sir Wilfred Jacobs (1919–1995)  | 1 de novembro de 1981 | 10 de junho de 1993  | 11 anos, 221 dias | Elizabeth II (1981–2022) |
| 2                                              |                           | Sir James Carlisle (n. 1937)    | 10 de junho de 1993   | 30 de junho de 2007  | 14 anos, 20 dias  | Elizabeth II (1981–2022) |
| Cargo vago (30 de junho – 17 de julho de 2007) |                           |                                 |                       |                      |                   | Elizabeth II (1981–2022) |
| 3                                              |                           | Dame Louise Lake-Tack (n. 1944) | 17 de julho de 2007   | 14 de agosto de 2014 | 7 anos, 28 dias   | Elizabeth II (1981–2022) |
| 4                                              |                           | Sir Rodney Williams (n. 1947)   | 14 de agosto de 2014  | Presente             | 10 anos, 319 dias |                          |
| 4                                              | Carlos III (2022–present) | Sir Rodney Williams (n. 1947)   | 14 de agosto de 2014  | Presente             | 10 anos, 319 dias |                          |